# (9543) Nitra
(9543) Nitra es un asteroide perteneciente al cinturón de asteroides, descubierto el 4 de diciembre de 1983 por Milan Antal desde la Estación Piszkéstető, Budapest, Hungría.

## Designación y nombre
Designado provisionalmente como 1983 XN1. Fue nombrado Nitra en honor a la ciudad eslovaca de Nitra, desde donde el príncipe Pribina reinó a principios del siglo IX.

## Características orbitales
Nitra está situado a una distancia media del Sol de 3,002 ua, pudiendo alejarse hasta 3,219 ua y acercarse hasta 2,784 ua. Su excentricidad es 0,072 y la inclinación orbital 8,542 grados. Emplea 1899 días en completar una órbita alrededor del Sol.

## Características físicas
La magnitud absoluta de Nitra es 12,6. Tiene 9,92 km de diámetro y su albedo se estima en 0,086.